# أندي براون
أندي براون هو لاعب كرة قاعدة كندي، ولد في 15 فبراير 1944 في هاميلتون في كندا.

## وصلات خارجية
- أندي براون على موقع دوري الهوكي الوطني (الإنجليزية)
- أندي براون على موقع EliteProspects.com (الإنجليزية)
- أندي براون على موقع HockeyDB.com (الإنجليزية)
- أندي براون على موقع Hockey-Reference.com (الإنجليزية)